# Black Ben Davis
Black Ben Davis es el nombre de una variedad cultivar de manzano (Malus domestica). Esta manzana está cultivada en la colección de la Estación Experimental Aula Dei (Zaragoza). Esta manzana es originaria de Estados Unidos Kansas, ha sido cultivada como manzana de mesa comercialmente desde antiguo en la Comunidad autónoma de Cataluña, provincia de Lérida, donde tuvo su mejor época de cultivo comercial antes de la década de 1960.

## Sinónimos
- "Black Ben",
- "Gano",
- "Manzana Black Ben Davis",[4]
- "Poma Black Ben Davis".[6][7]

## Historia
Variedad oriunda de Kansas Estados Unidos, es un desporte coloreado de la variedad Ben Davis. Surgió alrededor de 1880 en la granja de M. Black, Condado de Washington (Arkansas). Las frutas tienen una carne firme y dulce con poco sabor.
Desde antiguo se está cultivando comercialmente en Cataluña, cuyo cultivo conoció cierta expansión en el pasado, pero que a causa de su constante regresión en el cultivo comercial no conservaban apenas importancia y prácticamente habían desaparecido de las nuevas plantaciones en 1971. Así hay variedades tales como 'Camuesa de Llobregat' y 'Manyaga' que constituían en 1960 el 70% de la producción de manzana en la provincia de Barcelona y se encontraba la primera en otras nueve provincias y la segunda en seis y 'Normanda' que estaba muy difundida hasta 1960 entre los viveristas de Aragón (representaba el 25% de la cosecha en la cuenca del Jiloca). En 1971 Puerta-Romero y Veirat sólo encontraron 184 ha de “Manyaga” (el 31% con más de 20 años), 81 ha de “Camuesa de Llobregat” (el 36% con más de 20 años) y ya no citan al cultivar “Normanda”.

## Características

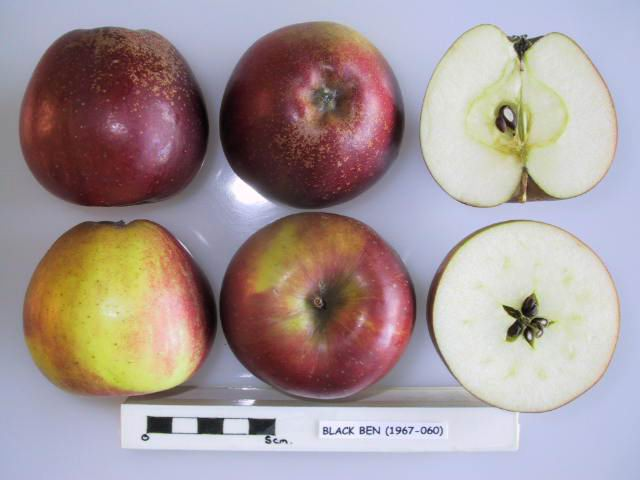
La variedad de manzana 'Black Ben Davis' seccionada.

El manzano de la variedad 'Black Ben Davis' tiene un vigor medio; tubo del cáliz cónico o en forma de embudo de variada longitud, con los estambres insertos en su mitad.
La variedad de manzana 'Black Ben Davis' tiene un fruto de tamaño medio; forma esfero-cónica, con contorno más bien regular; piel lisa; con color de fondo amarillo más o menos brillante, importancia del sobre color medio, color del sobre color rojo, distribución del sobre color chapa/rayas, presentando chapa de variada extensión, en zona de insolación, de un rojo vivo con barreado más oscuro, acusa punteado abundante y casi invisible, y con una sensibilidad al "russeting" (pardeamiento áspero superficial que presentan algunas variedades) ausente;
pedúnculo corto o largo y a veces muy curvado, anchura de la cavidad peduncular regularmente estrecha, profundidad cavidad pedúncular de variada profundidad, y con  importancia del "russeting" en cavidad peduncular ausente; anchura de la cavidad calicina medianamente ancha, profundidad de la cav. calicina poco profunda, lisa o con suave fruncido, borde levemente ondulado, y con importancia del "russeting" en cavidad calicina ausente; ojo grande, abierto; sépalos triangulares, cortos, de color verdoso.
Carne de color blanca amarilla; textura fina, crujiente; sabor débilmente acidulado; corazón grande o pequeño bulbiforme, con el eje abierto o entreabierto; eje abierto o entreabierto; celdas de variado tamaño, pero siempre de forma alargada; semillas grandes y oscuras.
La manzana 'Black Ben Davis' tiene una época de maduración y recolección muy tardía, madura en el invierno de Barcelona. Se usa como manzana de mesa fresca.